# Конгери
Конгерите (Conger) са род актиноптери от семейство Морски змиорки (Congridae).
Таксонът е описан за пръв път от Якоб Кристиан Шефер през 1760 година.

## Видове
- Conger cinereus
- Conger conger – Европейска морска змиорка
- Conger erebennus
- Conger esculentus
- Conger macrocephalus
- Conger marginatus
- Conger myriaster
- Conger oceanicus
- Conger oligoporus
- Conger orbignianus
- Conger philippinus
- Conger triporiceps
- Conger verreauxi
- Conger wilsoni